# Langwiesen ZH
| ZH ist das Kürzel für den Kanton Zürich in der Schweiz. Es wird verwendet, um Verwechslungen mit anderen Einträgen des Namens Langwiesen zu vermeiden. |

Langwiesen ist eine Ortschaft in der Gemeinde Feuerthalen im Bezirk Andelfingen des Kantons Zürich in der Schweiz.
Langwiesen war bis 1947 eine Zivilgemeinde.

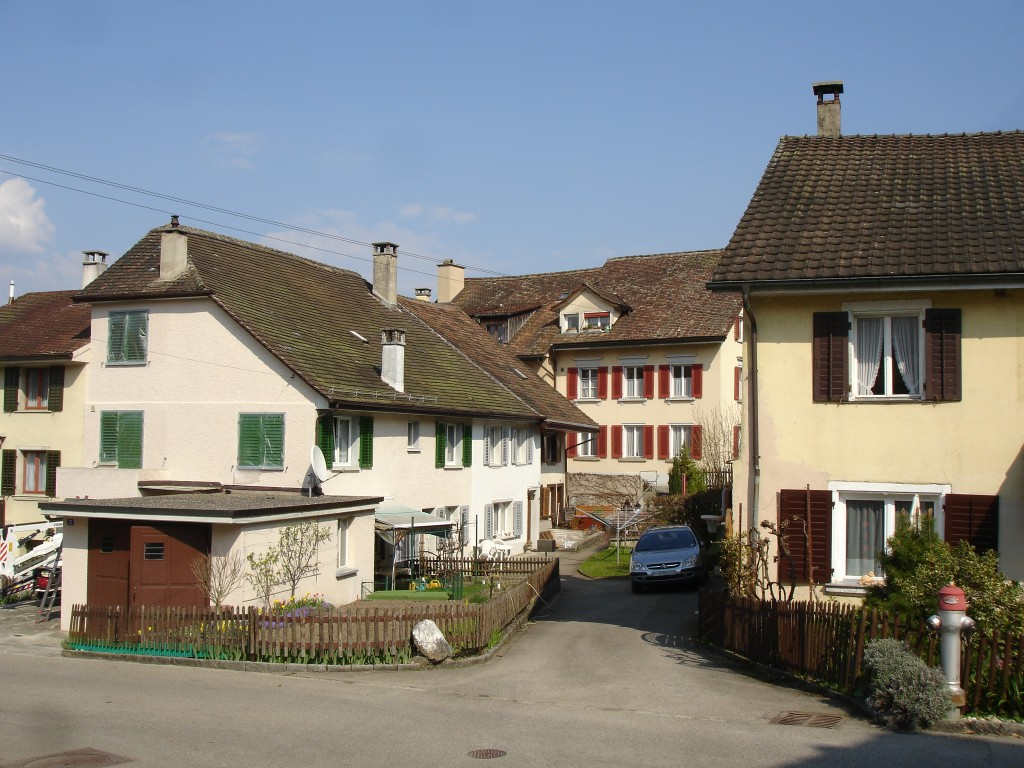
Rheingasse, Langwiesen

Langwiesen in einer Aufnahme von Werner Friedli, 1953

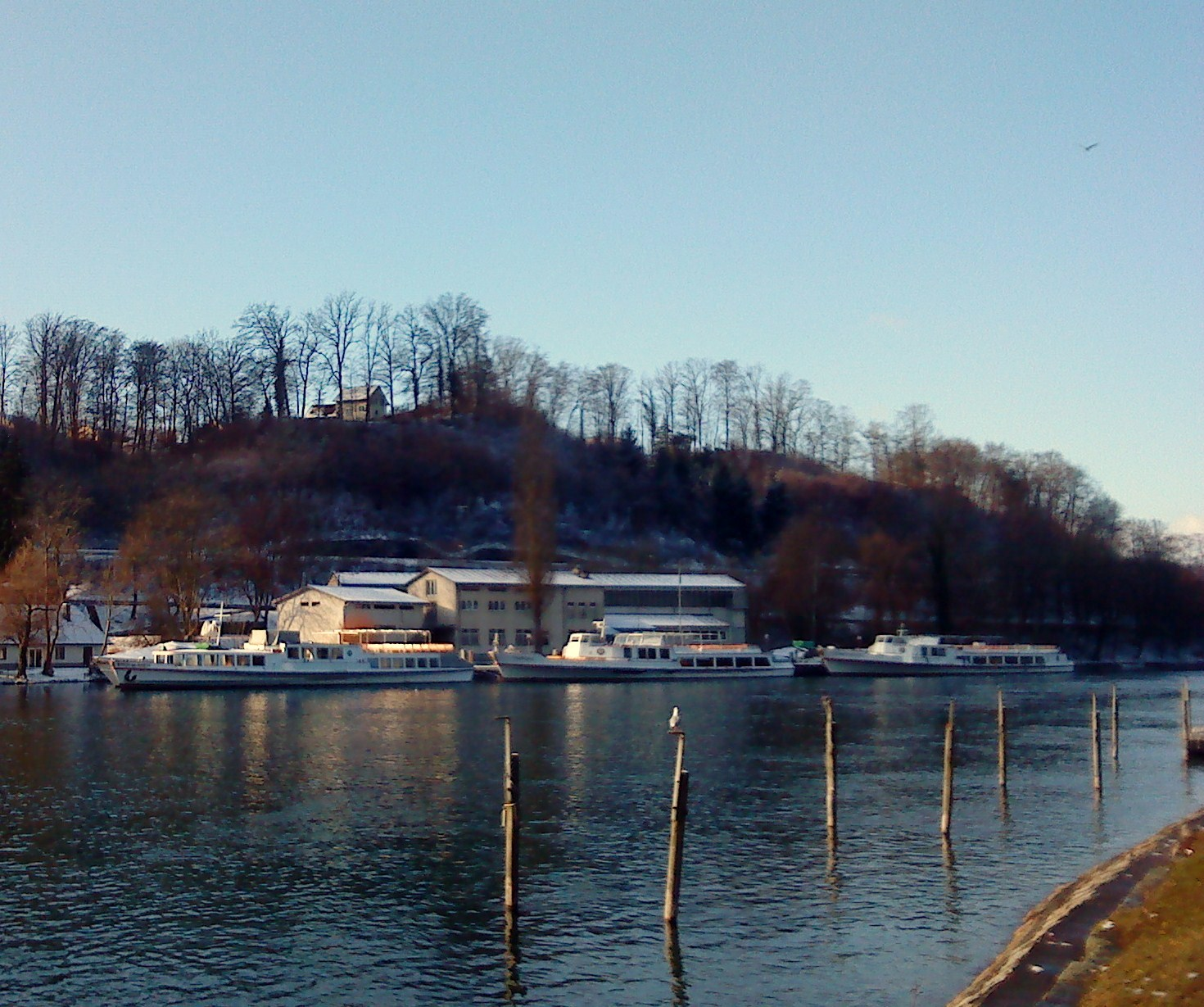
Werft der Schweizerischen Schifffahrtsgesellschaft Untersee und Rhein (URh) in Langwiesen

## Geographie
Langwiesen liegt zwischen Altparadies in der thurgauischen Gemeinde Schlatt und Feuerthalen am linken Ufer des Hochrheins. Am gegenüberliegenden Rheinufer befindet sich die Landesgrenze zwischen der deutschen Exklave Büsingen am Hochrhein und der Stadt Schaffhausen.

## Geschichte
Langwiesen wurde 876 als Langewisa erstmals urkundlich erwähnt. Der Ort war lange Zeit bedeutender als das benachbarte Feuerthalen. 1302 zählte Langwiesen drei Bauernhöfe, 1464 acht Haushaltungen und sieben leibeigene Rebleute. Langwiesen gehörte zusammen mit Feuerthalen zur Herrschaft Laufen, die Zürich hochgerichtlich ab 1452, niedergerichtlich ab 1544 unterstand. Die Bischöfe von Konstanz hatten bis 1798 die Busskompetenz bis zu neun Schilling. 1640 zählte Langwiesen 116 Einwohner.
Langwiesen und Feuerthalen waren in Laufen kirchgenössig. 1675 bildeten die beiden Dörfer eine eigene Kirchgemeinde. Nachdem Feuerthalen zum Standort der gemeinsamen Kirche geworden war, gewann das Dorf am Rheinübergang gegenüber Langwiesen an Bedeutung.
1820 eröffnete Langwiesen eine eigene Schule. 1895 ging die Eisenbahnverbindung Schaffhausen–Stein am Rhein in Betrieb, 1870 die Schiffswerft Langwiesen. 1905 entstand an der Hauptstrasse ein neues, repräsentatives Primarschulhaus. 1927 wurden die Schulen Langwiesen und Feuerthalen zur Schulgemeinde Feuerthalen vereinigt. 1939 eröffnete die Gemeinde, trotz des nahenden Zweiten Weltkriegs, in Langwiesen ein Strandbad.

## Verkehr
Langwiesen liegt an der Hauptstrasse 13 Schaffhausen–Kreuzlingen. Das Dorf hat einen Bahnhof an der Seelinie und wird von der S 1 Wil – Gossau SG – St. Gallen –  Romanshorn – Kreuzlingen – Schaffhausen  der S-Bahn St. Gallen halbstündlich bedient. Im Nachtnetz am Wochenende verkehrt die SN3 Winterthur – Schaffhausen – Stein a. Rhein .

## Kultur
Der Hilariverein Langwiesen pflegt einen fasnachtähnlichen Brauch, der in den vier äussersten Dörfern im Norden des Kantons Zürich gepflegt wird.